# Бендзинский повет
Бендзинский повят (пол. Powiat będziński) — повят (район) в Польше, входит как административная единица в Силезское воеводство. Центр повята — город Бендзин. Занимает площадь 368,02 км². Население — 150 425 человек (на 30 июня 2015 года).

## Административное деление
- города: Бендзин, Челядзь, Славкув, Войковице, Севеж
- городские гмины: Бендзин, Челядзь, Славкув, Войковице
- городско-сельские гмины: Гмина Севеж
- сельские гмины: Гмина Бобровники, Гмина Меженцице, Гмина Псары

## Демография
Население повята дано на 30 июня 2015 года.
| Перепись            | Всего   | Мужчины | Женщины |
| ------------------- | ------- | ------- | ------- |
|                     | чел.    | чел.    | чел.    |
| Всего               | 150 425 | 71 779  | 78 646  |
| Городское население | 112 258 | 53 466  | 58 792  |
| Сельское население  | 38 167  | 18 313  | 19 854  |

## Фотографии
- Замок в Бендзине
- Руины замка в Севеже
- Костёл  в Севеже
- Постоялый двор в Славкуве
- Челядь — колодец на площади Рынок